# Bert Schierbeek
Lambertus Roelof (Bert) Schierbeek (Glanerbrug, 28 juni 1918 – Amsterdam, 9 juni 1996) was een Nederlands schrijver, die aan de wieg stond van de Vijftigers, een belangrijke literaire beweging waarvan onder anderen Remco Campert, Simon Vinkenoog, Gerrit Kouwenaar, Lucebert en Jan Elburg deel uitmaakten.

## Levensloop
Schierbeek werd geboren in het Twentse Glanerbrug maar groeide op in het Groningse Beerta. Zijn liefde voor de Groninger streek en taal bleef zijn hele leven.  'De eindeloze velden, doorkliefd met ongehoord rechte sloten en kanalen maakten mij al op zeer jonge leeftijd rijp voor Mondriaan', schreef hij eens.
Kort na zijn geboorte overleed zijn moeder waarna haar Groninger ouders de opvoeding ter hand namen. Op zijn elfde werd hij herenigd met zijn vader die werkzaam was als onderwijzer in Boekelo.
Schierbeek bezocht het gymnasium en studeerde pedagogiek in Amsterdam.
Tijdens de Tweede Wereldoorlog maakte hij deel uit van het verzet. Kort na de oorlog zette hij zijn ervaringen daarin op papier. Dit literaire debuut had als titel Terreur tegen terreur. In deze roman is nog niets te merken van het experimenteren dat zijn schrijverschap zo zou gaan kenmerken.
In 1946 sloot hij zich aan bij de Cobra-groep, die voornamelijk bestond uit beeldend kunstenaars en werd hij redacteur van het tijdschrift Het Woord.
Schierbeek verzette zich tegen traditioneel taalgebruik en literaire patronen.
In 1951 publiceerde hij Het boek Ik, dat wordt beschouwd als het eerste Nederlandse experimentele prozaboek. De breuk met de traditie was compleet. De roman lijkt opgebouwd te zijn zonder verhaallijn en uit niet meer dan associaties van woorden en gedachten te bestaan.
Niet iedereen was gecharmeerd van deze nieuwlichterij. Gerard Reve noemde het "woordkakkerij", maar Willem Frederik Hermans had wel waardering voor de vernieuwer en prees het boek. Een vrij ongebruikelijk gebaar, want Hermans was nooit royaal met complimenten aan collega's. Het boek verkocht bovendien goed. In totaal gingen er ruim 60.000 exemplaren over de toonbank.
Schierbeek werkte nauw samen met schilders als Karel Appel en Lucebert. Hij vroeg deze kunstenaars zijn werk te illustreren, later werkte hij ook andersom en liet zich inspireren door litho's en gravures.
Schierbeek was een literaire alleskunner. Hij schreef romans, verhalen, toneelstukken, essays en gedichten, al was het onderscheid tussen de verscheidene vormen niet altijd even duidelijk.
Een episch gedicht liet zich lezen als een kort verhaal en zijn verhalen zijn dichterlijk van vorm. Ook schreef hij het hoorspel Zolang de honden blaffen, dat in 1978 door de NCRV werd uitgezonden.
Bert Schierbeek overleed op 77-jarige leeftijd in Amsterdam (1996). In het kader van 'Gedicht op de Muur' georganiseerd door Hengelo Leest werd op 30 juni 2020 zijn gedicht over de Tjechische componist  Leoš Janáček  'Eerste Strijkkwartet' onthuld aan de muur aan de Stationszijde van Schouwburg Hengelo.  

## Prijzen
- 1956 - Poëzieprijs van de gemeente Amsterdam voor De blinde zwemmers
- 1960 - Henriette Roland Holst-prijs voor Het kind der tienduizenden
- 1961 - Lucy B. en C.W. van der Hoogtprijs voor zijn gehele oeuvre
- 1971 - Vijverbergprijs voor Inspraak
- 1978 - Herman Gorterprijs voor Weerwerk
- 1986 - Hendrik de Vriesprijs voor zijn gehele oeuvre
- 1991 - Constantijn Huygensprijs voor zijn gehele oeuvre

## Publicaties (selectie)
- Terreur tegen terreur (1945)
- Gebroken horizon (1946)
- Het boek Ik (1951)
- De ander namen (1952)
- Op reis door Spanje (1952)
- Op reis door Italië (1954)
- Het woord: gebonden of ingenaaid (1955)
- De derde persoon (1955)
- De blinde zwemmers (1955)
- De gestalte der stem (1957)
- Je geld of je leven (1958 ?)
- De tuinen van Zen : een essay over het Zenbuddhisme (1959)
- Het kind der tienduizenden - televisiespel
- De dichter en de dingen (1960)
- Fragmenten (1960)
- Het dier heeft een mens getekend (1960)
- Een groot dood dier (1963)
- Ezel mijn bewoner (1963)
- De experimentelen (1964)
- Een broek voor een oktopus (1965)
- taal & teken, (1965), ter gelegenheid van het 150 jarig bestaan van de CPNB
- Spanje (1967)
- Een grote dorst - een kettingreactie (1968)
- Inspraak (1969)
- De deur (1972)
- Hollen en stilstaan (1973)
- In- en uitgang (1974)
- Vamp (1974)
- Vallen en opstaan (1977)
- Weerwerk" 't platteland (1977)
- Betrekkingen (1979)
- Binnenwerk (1982)
- De tuinen van Suzhou (1986)
- Door het oog van de wind (1988)

## Biografie
- Graa Boomsma, Niemand is waterdicht: de biografie van Bert Schierbeek, de Bezige Bij, 2021, ISBN 9789403121611
- Karin Evers, De andere stemmen - Portret van Bert Schierbeek, de Bezige Bij, 1993, ISBN 902343353 X CIP